# فريدريك كوب
فريدريك كوب (بالإنجليزية: Frederick Arthur Cobb)‏ هو سياسي بريطاني (وحمل سابقاً جنسية المملكة المتحدة لبريطانيا العظمى وأيرلندا)، ولد في 11 فبراير 1901، وتوفي في 27 مارس 1950. حزبياً، نشط في حزب العمال. في الانتخابات العامة في المملكة المتحدة 1945 ‏، انتخب عضو برلمان المملكة المتحدة الـ38 عن دائرة Elland (UK Parliament constituency) ‏ (5 يوليو 1945 – 3 فبراير 1950) وفي الانتخابات العامة في المملكة المتحدة 1950 ‏، انتخب عضو برلمان المملكة المتحدة الـ39 عن دائرة برايهاوس وسبينبورو ‏ (23 فبراير 1950 – 27 مارس 1950).